# Staatstheater Cottbus

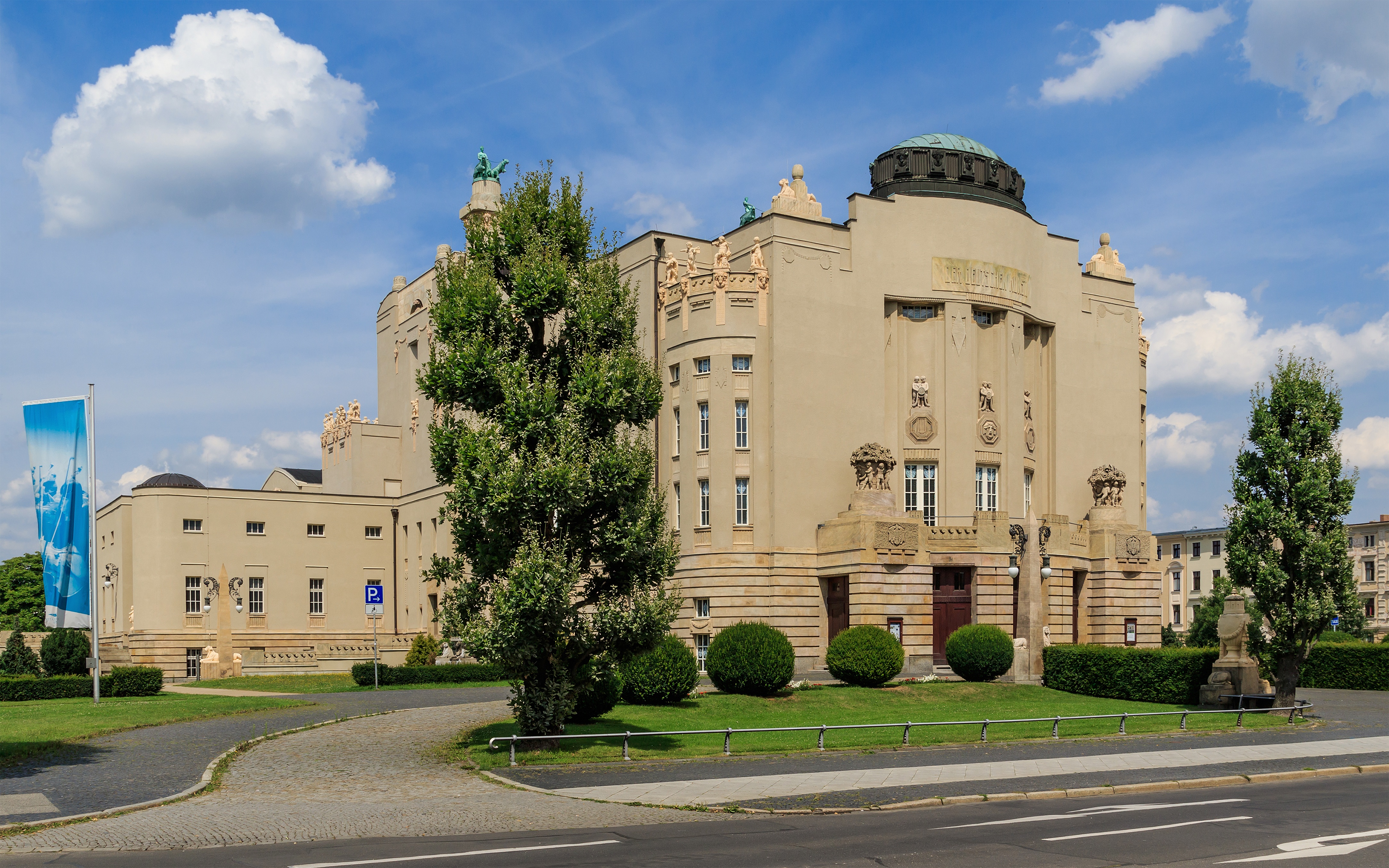
Staatstheater Cottbus, 2017

Das Staatstheater Cottbus ist das einzige Staatstheater in Brandenburg. Das Vierspartentheater bietet in Cottbus Vorstellungen der eigenen Ensembles für Schauspiel, Musiktheater (Oper, Operette, Musical), Orchester und Ballett. Im Jahr 2013 verzeichnete es insgesamt über 130.000 Besucher.

## Geschichte

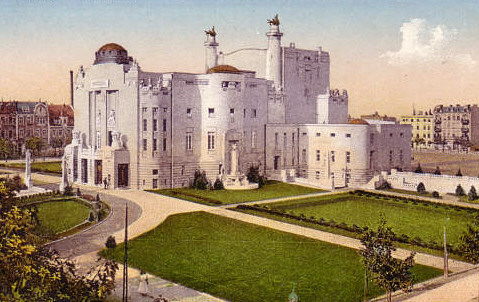
Staatstheater Cottbus,
Großes Haus, um 1916

Seinen Bau verdankt das Cottbuser Theater den Wünschen seiner Bürger. Eine florierende Textilindustrie hatte die ökonomische und politische Stellung des Cottbuser Bürgertums zur Jahrhundertwende gestärkt und weckte nun stärker kulturelle Bedürfnisse. Die errungene Position sollte selbstbewusst mit einem Theaterneubau repräsentiert werden. Die Stadtverordneten beschlossen am 1. November 1905 den Neubau eines Stadttheaters mit einem Kostenvoranschlag von 800.000 Mark und schrieben dazu einen Architekturwettbewerb aus. Den Zuschlag erhielt Bernhard Sehring, der bereits 1896 mit seinem Theaterbau „Theater des Westens“ in Berlin großes Aufsehen erregt und lebhafte Diskussionen ausgelöst hatte.
Der Theaterbau in Cottbus – ein Bauwerk des sezessionistischen Jugendstils – ist Sehrings reifste architektonische Leistung. Geschickt verwob er hier Architektur, Kunsthandwerk, Malerei und Plastik.
Nach nur 16 Monaten Bauzeit wurde das Theater am 1. Oktober 1908 mit Lessings Schauspiel Minna von Barnhelm eröffnet. Bei den Einwohnern war vor allem die Operette beliebt, Schauspiel hatte es schwer. Mangels eines eigenen Opernensembles etablierte der erste Intendant Max Berg-Ehlert die „Monatsoper“, am Ende der Spielzeit wurde einen ganzen Monat nur Oper gespielt – ausschließlich mit Gästen aus größeren Häusern. Erst ab 1912 gab es auf Initiative des neuen Theaterdirektors Otto Maurenbrecher ein theatereigenes Orchester und ein festes Opernensemble.
Cottbuser Bürger verhinderten 1945 die Sprengung des Gebäudes, das während des Krieges auch als Munitionslager gedient hatte. Eine aufwändige sechsjährige Rekonstruktion in den 1980er-Jahren beseitigte im Laufe der Zeit entstandene Schäden. Technische Neuerungen wurden architektonisch einfühlsam eingebaut. Im Oktober 1986 wurde das Haus feierlich wiedereröffnet.

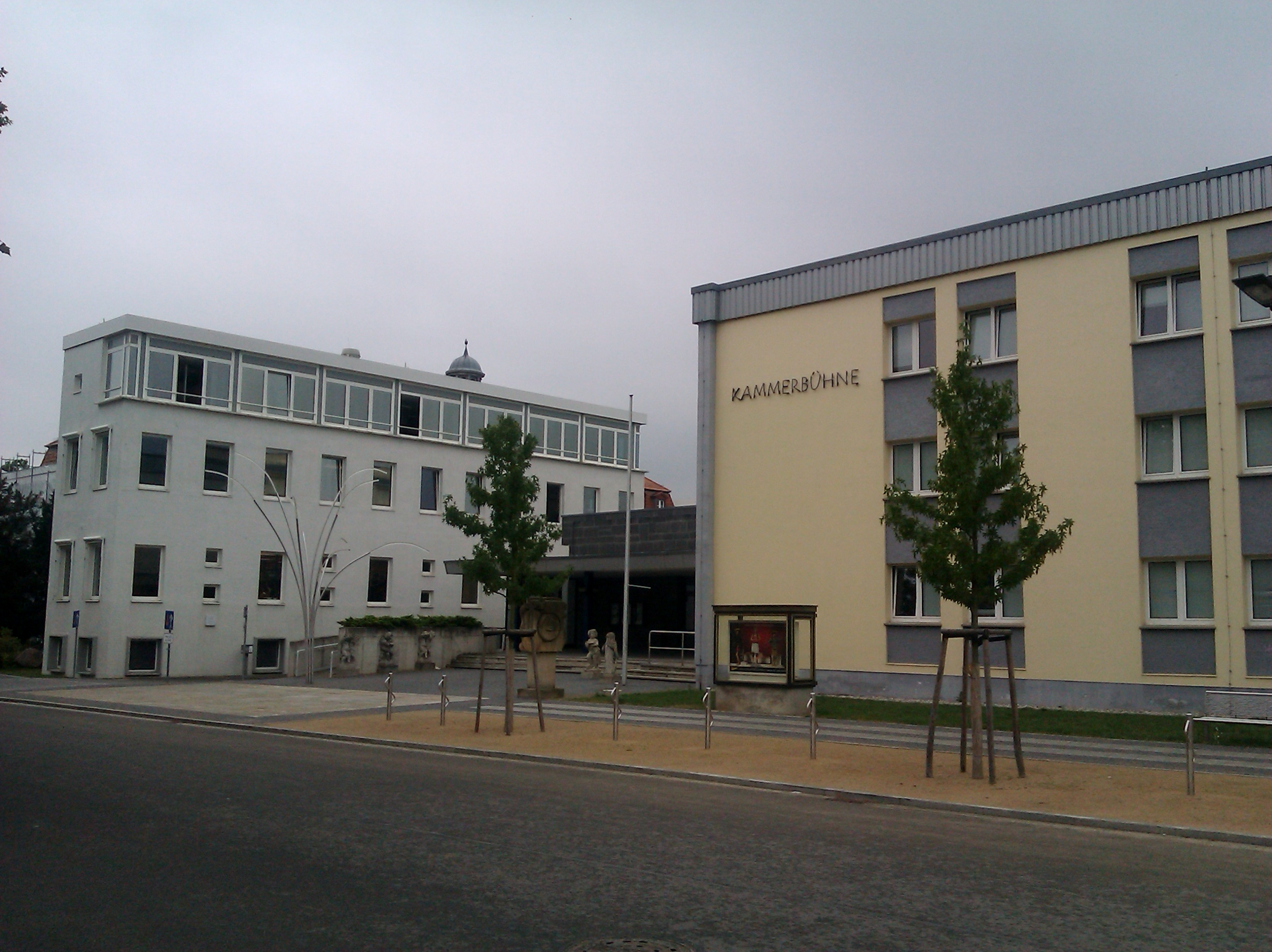
Kammerbühne

1992 ging das Cottbuser Stadttheater in den Besitz des Landes über und wurde damit das einzige Staatstheater im Land Brandenburg. 1993 trat Christoph Schroth die Intendanz an, die er bis 2003 innehatte. Darauf folgte die Ära Martin Schüler als Intendant. In mehreren Spielstätten (u. a. der Kammerbühne) wurde ein vielseitiger Theater- und Konzertspielplan geboten. Mit den Inszenierungen des Musiktheaters und des Schauspiels hat sich das Staatstheater Cottbus auch überregional einen Namen gemacht. Nachdem Generalintendant Martin Schüler 2018 nach Auseinandersetzungen um seinen Generalmusikdirektor Evan Christ zurückgetreten war, war im Juli 2018 René Serge Mund zum Interimsintendanden gewählt worden. Nachdem Stephan Märki am 17. April 2019 vom Stiftungsrat der Brandenburgischen Kulturstiftung Cottbus-Frankfurt (Oder) zum Intendanten und Operndirektor am Staatstheater Cottbus gewählt wurde, trat er dieses Amt im August 2020 zur Spielzeit 2020/21 an. Als Teil einer Neuausrichtung des Staatstheaters wurde in Nachfolge von Jo Fabian die Dramaturgin Ruth Heynen neue Schauspieldirektorin, die nach einem Jahr bereits wieder das Staatstheater verließ. Ab der Spielzeit 2022/23 wird mit Franziska Benack, Armin Petras und Philipp Rosendahl erstmals ein Dreierteam die Schauspielsparte des Staatstheaters Cottbus verantworten.

## Bildergalerie

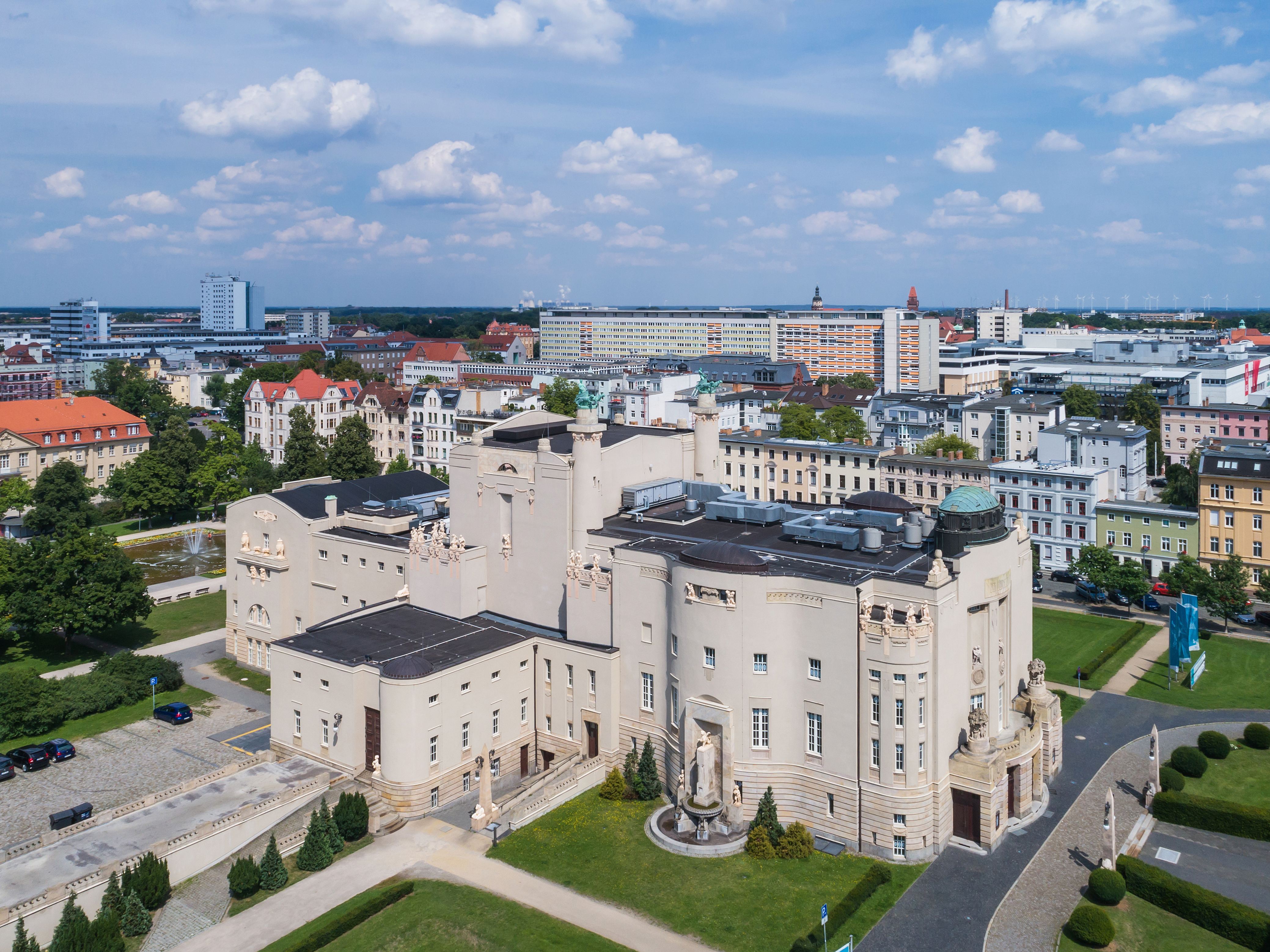
Staatstheater Cottbus, Luftbild
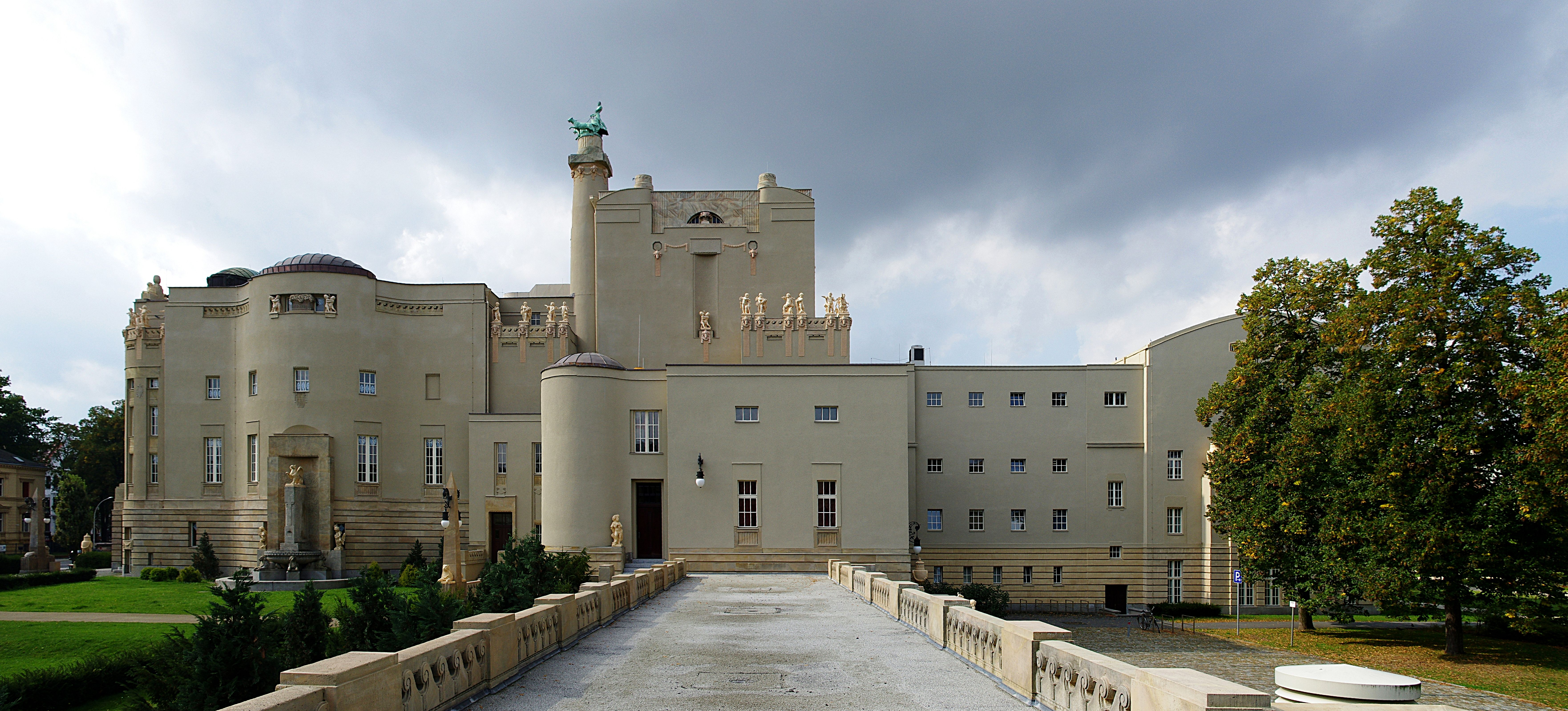
Ansicht von Osten (2012)
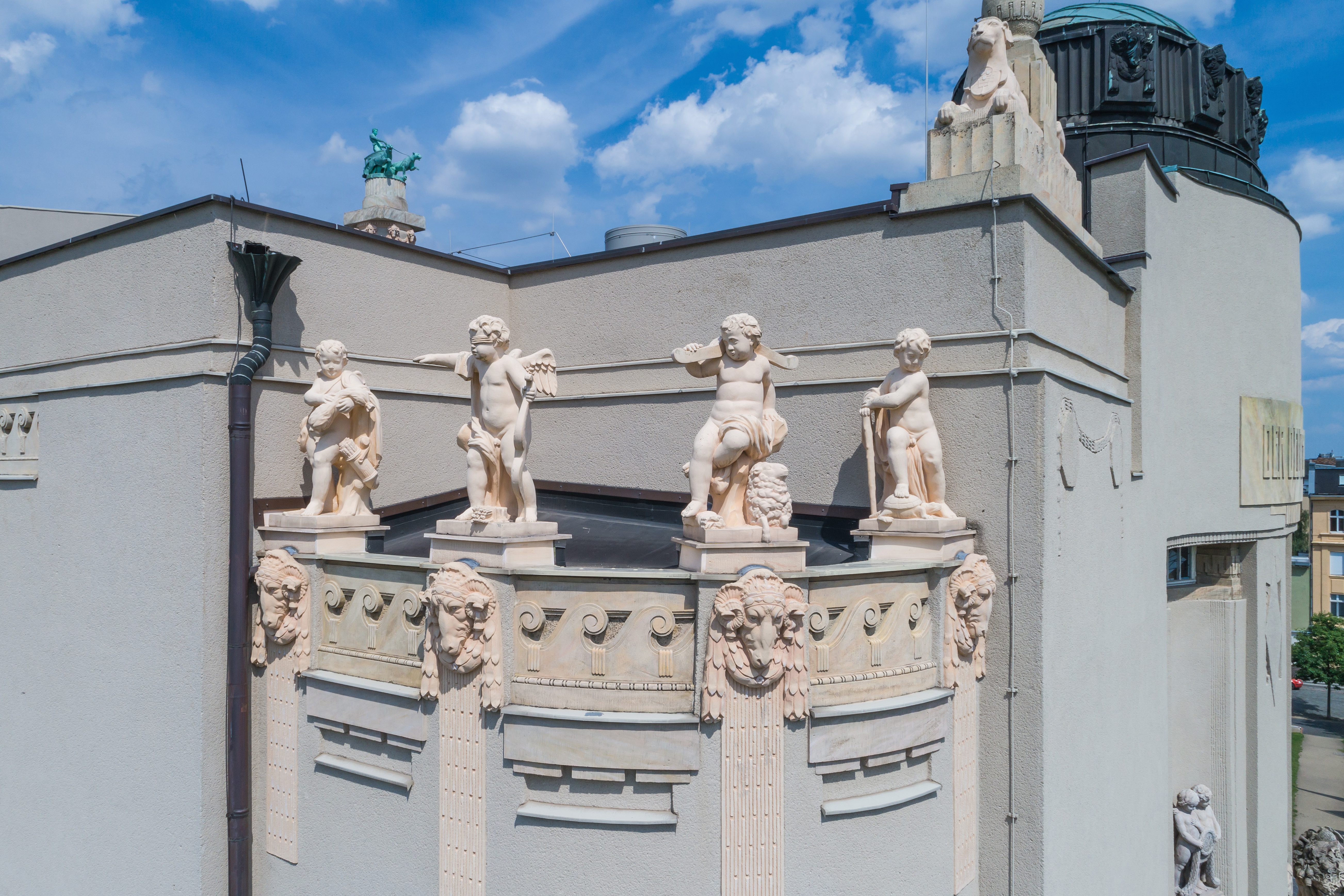
Detail an der Westfassade (2017)
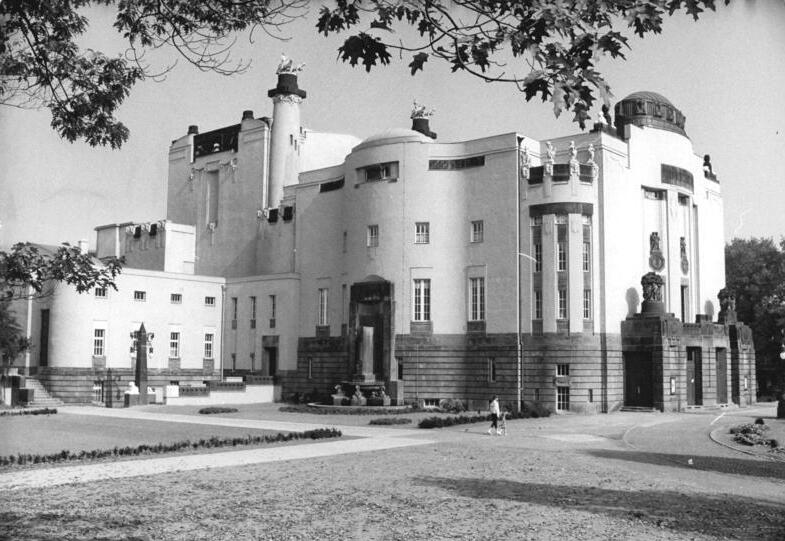
Außenansicht (1986)
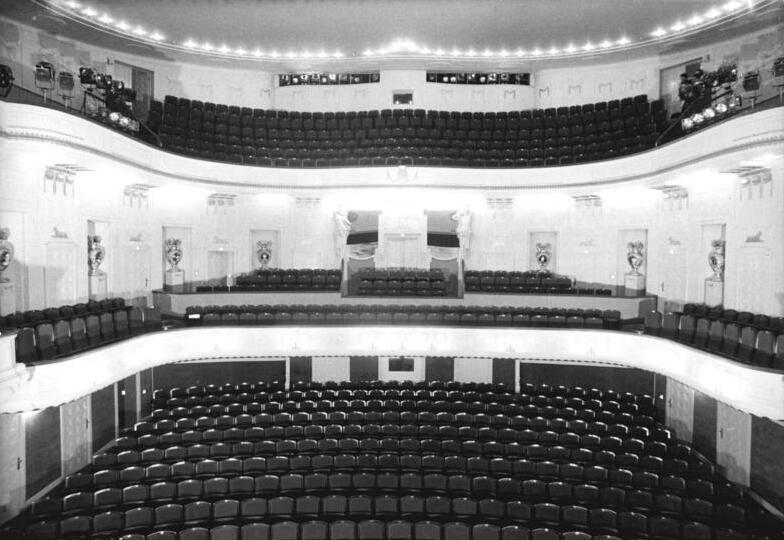
Innenraum (1986)
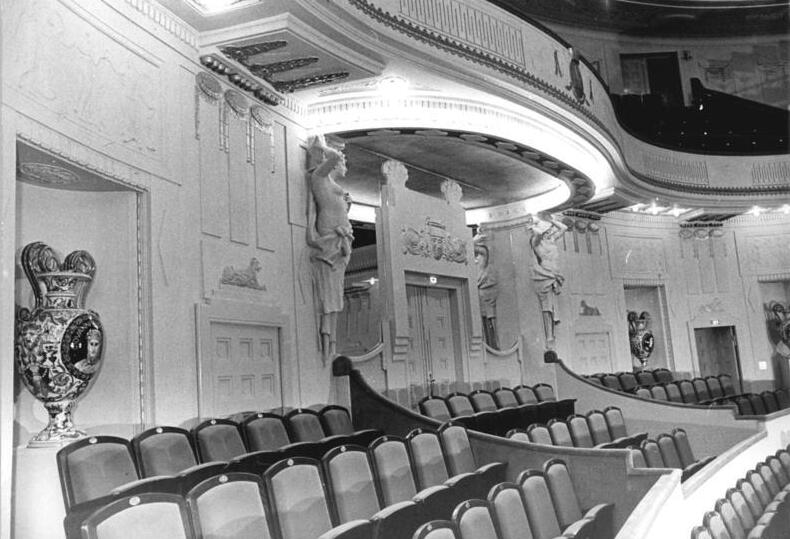
Ehrenloge (1986)

## Auszeichnungen
Die Max-Grünebaum-Stiftung ehrt jährlich „junge, herausragende Künstler“ und Mitarbeiter des Staatstheaters Cottbus:
- 1997: Oliver Breite (Schauspiel), Gesine Forberger (Gesang), Theaterliga Gymnasium Cottbus (Sonderpreis)
- 1998: Nils Brück (Schauspiel), Gundula Martin (Sonderpreis)
- 1999: Sigrun Fischer (Schauspiel), John Pierce (Gesang)
- 2000: Dirk Glodde (Schauspiel), Hardy Brachmann (Gesang), Gabriela Schulz (Sonderpreis)
- 2001: Susann Thiede (Schauspiel), Julia Bauer (Gesang), Marlies Kross (Karl-Newman-Förderpreis)
- 2002: Kai Börner (Schauspiel), Jens Klaus Wilde (Gesang)
- 2003: Thomas Harms (Schauspiel), Carola Fischer (Gesang)
- 2004: Stephanie Schönfeld (Schauspiel), Tilmann Rönnebeck (Gesang), Frank Bernard (Karl-Newman-Förderpreis)
- 2005: Paul Grill (Schauspiel), Wolfram Korr (Karl-Newman-Förderpreis)
- 2006: Cornelia Zink (Gesang), Hauke Tesch (Karl-Newman-Förderpreis)
- 2007: Anna Sommerfeld (Gesang), Heiko Walter (Karl-Newman-Förderpreis)
- 2008: Gunnar Golkowski (Schauspiel), Weinina Weilijiang (Tanz), Birgit Mache (Karl-Newman-Förderpreis)
- 2009: Oliver Seidel (Schauspiel), Matthias Bleidorn (Gesang), Dr. AnnaLisa Canton (Karl-Newman-Förderpreis)
- 2010: Johanna Emil Fülle, Amadeus Gollner (Schauspiel), Hans Petith (Karl-Newman-Förderpreis)
- 2011: Christian Schreier (Tanz), Marlene Lichtenberg (Gesang), Marc Niemann (Karl-Newman-Förderpreis)
- 2012: Laura Maria Hänsel (Schauspiel), Philharmonische Orchester des Staatstheaters Cottbus (Musik), Ulf Kupke (Karl-Newman-Förderpreis)
- 2013: Debra Stanley (Gesang), Denise Ruddock (Tanz), Elena Soltan (Karl-Newman-Förderpreis)
- 2014: Stefan Kulhawec (Tanz), Bo-Kyoung Kim (Karl-Newman-Förderpreis)
- 2015: Ariadne Pabst (Schauspiel), Johannes Kienast (Schauspiel), Andrea Braun (Karl-Newman-Förderpreis)
- 2016: Greta Dato (Tanz), Ingo Witzke (Gesang), Claudia Düsing (Karl-Newman-Förderpreis)
- 2017: Henning Strübbe (Schauspiel), Andreas Jäpel (Gesang), Sebastian Thoss (Karl-Newman-Förderpreis)
- 2018: Lisa Schützenberger (Schauspiel), Thorsten Coers (Karl-Newman-Förderpreis)[8]

## Film
- So ein Theater! 100 Jahre Theater Cottbus. Dokumentation, Deutschland, 45 Min., Moderation: Uwe Kockisch, Produktion: rbb, Erstsendung: 1. Oktober 2008